# Budapest IV. kerülete díszpolgárainak listája

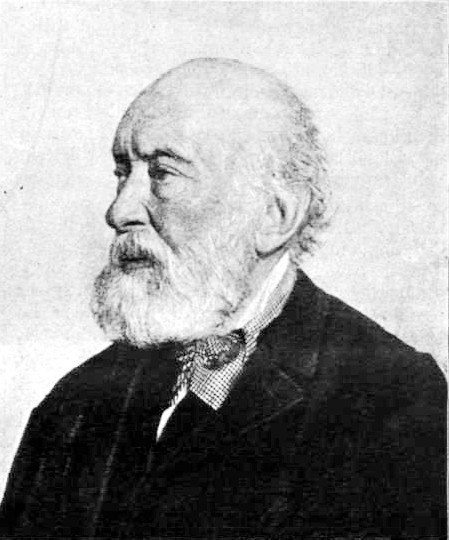
Kossuth Lajos

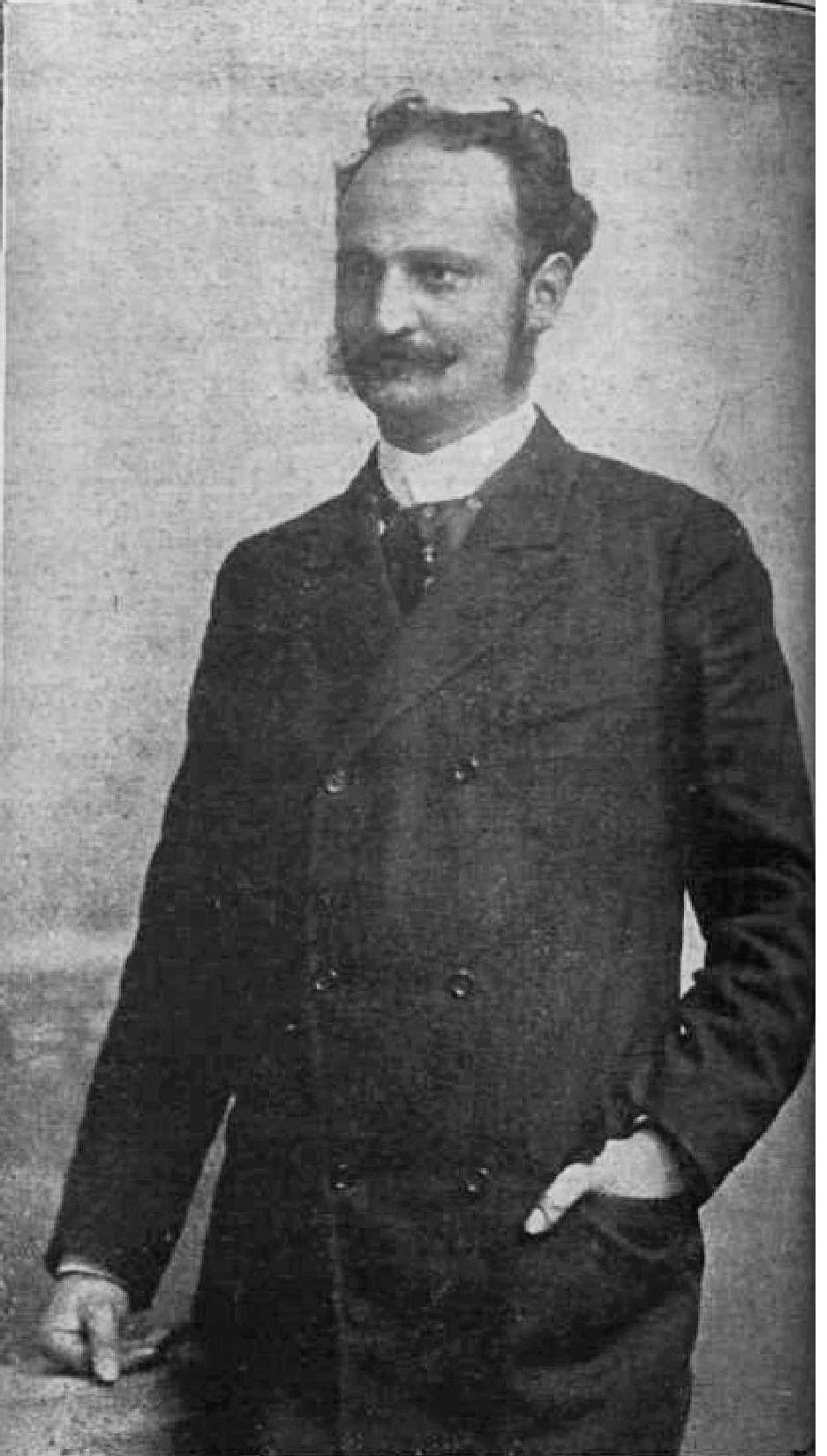
Wlassics Gyula

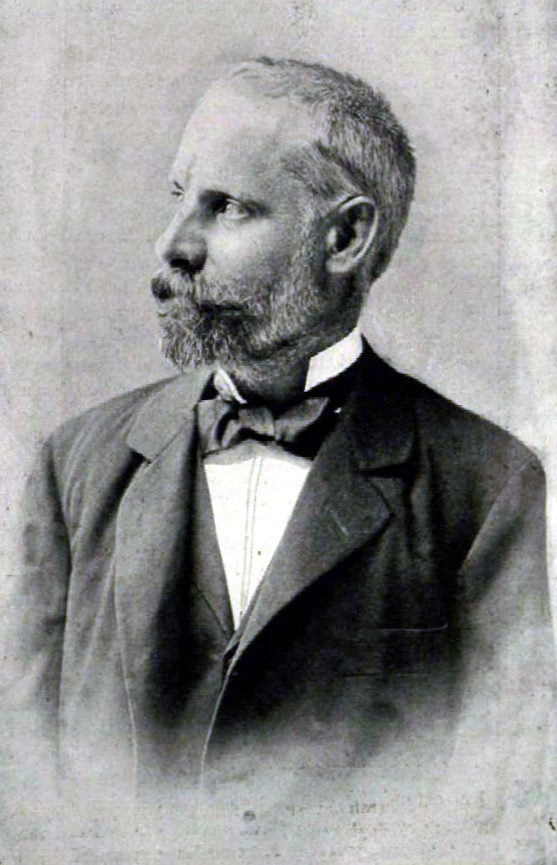
Plósz Sándor

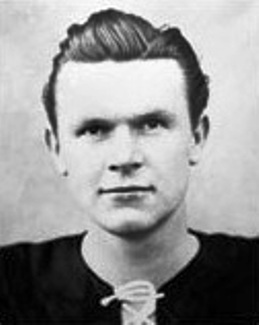
Szusza Ferenc

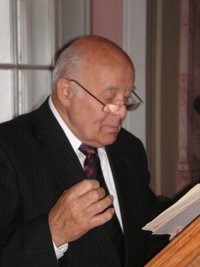
Máthé Gábor

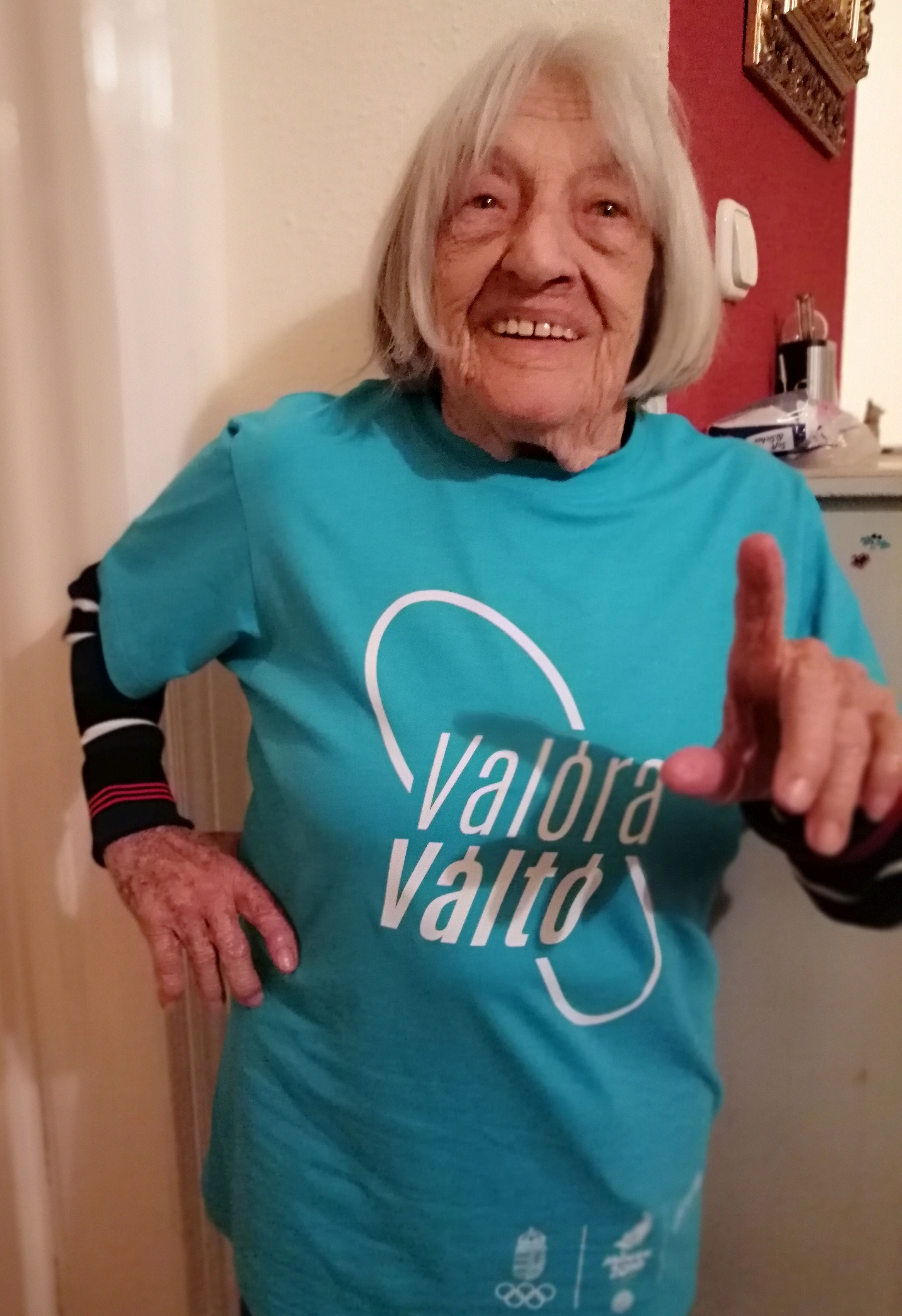
Keleti Ágnes

Ez a lap Újpest (történelmi település), illetve Budapest IV. kerülete (Újpest), díszpolgárainak listáját tartalmazza.

## Újpest díszpolgárai (1887–1939)
| Év   | Név                                                       |
| ---- | --------------------------------------------------------- |
| 1887 | Kemény Gusztáv váci járási főszolgabíró                   |
| 1887 | Tóth József Pest megyei tanfelügyelő                      |
| 1887 | Bellágh Imre Pest megye főügyésze                         |
| 1889 | Kossuth Lajos Magyarország kormányzója                    |
| 1900 | Beniczky Ferenc Pest megye főispánja (10 éves jubileumán) |
| 1901 | Wlassics Gyula vallás- és közoktatási miniszter           |
| 1901 | Plósz Sándor igazságügyminiszter                          |
| 1904 | Wolfner Lajos gyáros                                      |
| 1906 | Fazekas Ágoston Pest megyei alispán                       |
| 1906 | Ivánka Pál váci járási főszolgabíró                       |
| 1914 | Wolfner Tivadar gyáros                                    |
| 1927 | Kiss Sándor ügyvéd, országgyűlési képviselő               |
| 1927 | Varázséji Béla apátplébános                               |
| 1927 | Kollár Miklós gyáros                                      |
| 1928 | Vass József népjóléti- és munkaügyi miniszter             |
| 1930 | Preszly Elemér Pest megye főispánja                       |
| 1939 | Pállya Celesztin képzőművész                              |

## Újpest díszpolgárai (1993–2020)
| Év   | Név                                                                               |
| ---- | --------------------------------------------------------------------------------- |
| 1993 | Gyökössy Endre dr. lelkész, pszichológus                                          |
| 1993 | Neogrády László történész, muzeológus                                             |
| 1994 | Blázy Lajos evangélikus lelkész                                                   |
| 1994 | Szusza Ferenc labdarúgó, szakedző                                                 |
| 1994 | Újszászi László dr. kórházigazgató főorvos                                        |
| 1995 | Kendelényi Ernő dr. egyetemi docens, főorvos                                      |
| 1995 | Miletics Iván dr. főorvos                                                         |
| 1997 | Gerber Alajos dr. fogorvos, hitoktató                                             |
| 1997 | Sipos Lajos dr. irodalomtörténész, irodalomkutató, egyetemi docens                |
| 1997 | Somos András dr. ügyvéd                                                           |
| 1998 | Joel Alon (Brichta Károly) nagykövet                                              |
| 2005 | Bene Ferenc labdarúgó, szakedző                                                   |
| 2007 | Kapolyi László dr. akadémikus, vállalkozó                                         |
| 2008 | Estók János dr. történész, egyetemi docens, tudományos titkár                     |
| 2008 | Göröcs János labdarúgó, szakedző, olimpikon                                       |
| 2008 | Kadlecovits Géza nyugállományú helytörténeti kutató                               |
| 2008 | Keztyüs József vállalkozó, az Újpesti Kereskedelmi Kamara elnöke                  |
| 2008 | Máthé Gábor dr. egyetemi tanár, nyugállományú dékán                               |
| 2009 | Bíró Lóránt plébános                                                              |
| 2009 | Gyémánt László festőművész                                                        |
| 2009 | Várhidi Pál labdarúgó, szakedző                                                   |
| 2010 | Bertalan Tivadar életműdíjas képzőművész, art-direktor                            |
| 2010 | Horváth Zoltán plébános                                                           |
| 2010 | Kőrös András dr. bíró                                                             |
| 2011 | Károlyi László, a városalapító Gr. Károlyi István leszármazottja                  |
| 2011 | Pályi László plébános                                                             |
| 2011 | Schrammel Imre keramikus, egyetemi tanár                                          |
| 2012 | Berki Krisztián, az UTE olimpiai bajnok tornásza                                  |
| 2012 | Dombi Rudolf, kajakozó, olimpiai bajnok                                           |
| 2012 | Erkel Tibor, zeneszerző, egyetemi tanár                                           |
| 2012 | Pásztor Erzsi, színművész                                                         |
| 2014 | Meláth Andrea operaénekes                                                         |
| 2014 | Szabó Bence olimpiai bajnok vívó                                                  |
| 2016 | Gyurta Dániel úszó                                                                |
| 2016 | Hollósi Antal Gábor sebész szakorvos                                              |
| 2016 | Kozák Danuta olimpiai bajnok kajakozó                                             |
| 2016 | Naszvagyi Vilmos opera-hangversenyénekes                                          |
| 2018 | Koronka Lajos pedagógus, a Kozma Lajos Faipari Szakközépiskola egykori igazgatója |
| 2018 | Őze István, sportvezető, az UTE klubigazgatója                                    |
| 2020 | Iványi János építész                                                              |
| 2021 | Tótka Sándor olimpiai, világ- és Európa-bajnok kajakozó                           |
| 2022 | Kapás Boglárka olimpikon úszó                                                     |
| 2022 | Szűts István zeneszerző és művelődésszervező                                      |
| 2024 | Gulyás Michelle olimpiai bajnok öttusázó                                          |
| 2024 | Márton Viviana olimpiai bajnok taekwondózó                                        |
| 2024 | dr. Pirosné dr. Ihász Judit bőrgyógyász-onkológus                                 |
| 2024 | Szunyoghy András grafikusművész                                                   |